# Kut, Huseatîn
Kut (în ucraineană Кут) este un sat în comuna Tovste din raionul Huseatîn, regiunea Ternopil, Ucraina.

## Demografie
Componența lingvistică a localității Kut
     Ucraineană (100%)
Conform recensământului din 2001, toată populația localității Kut era vorbitoare de ucraineană (100%).